# Johann Jakob Scheuchzer

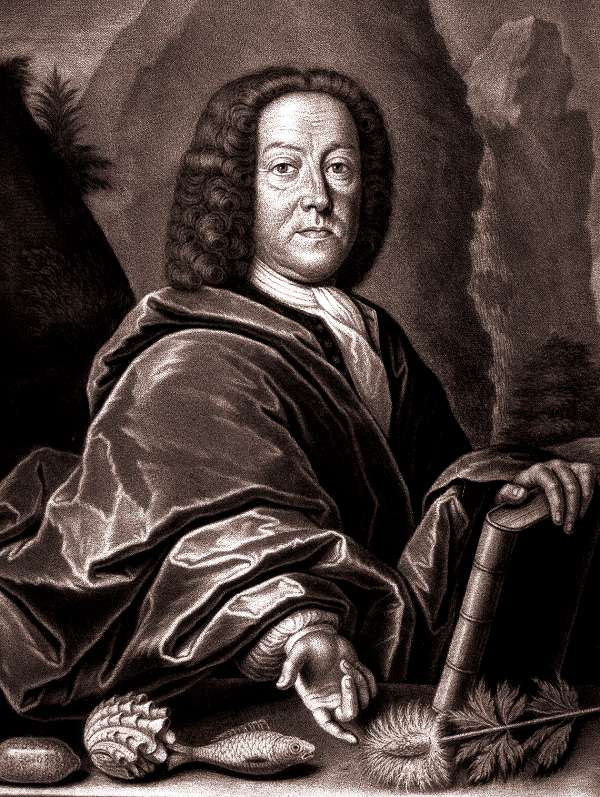
J. J. Scheuchzer

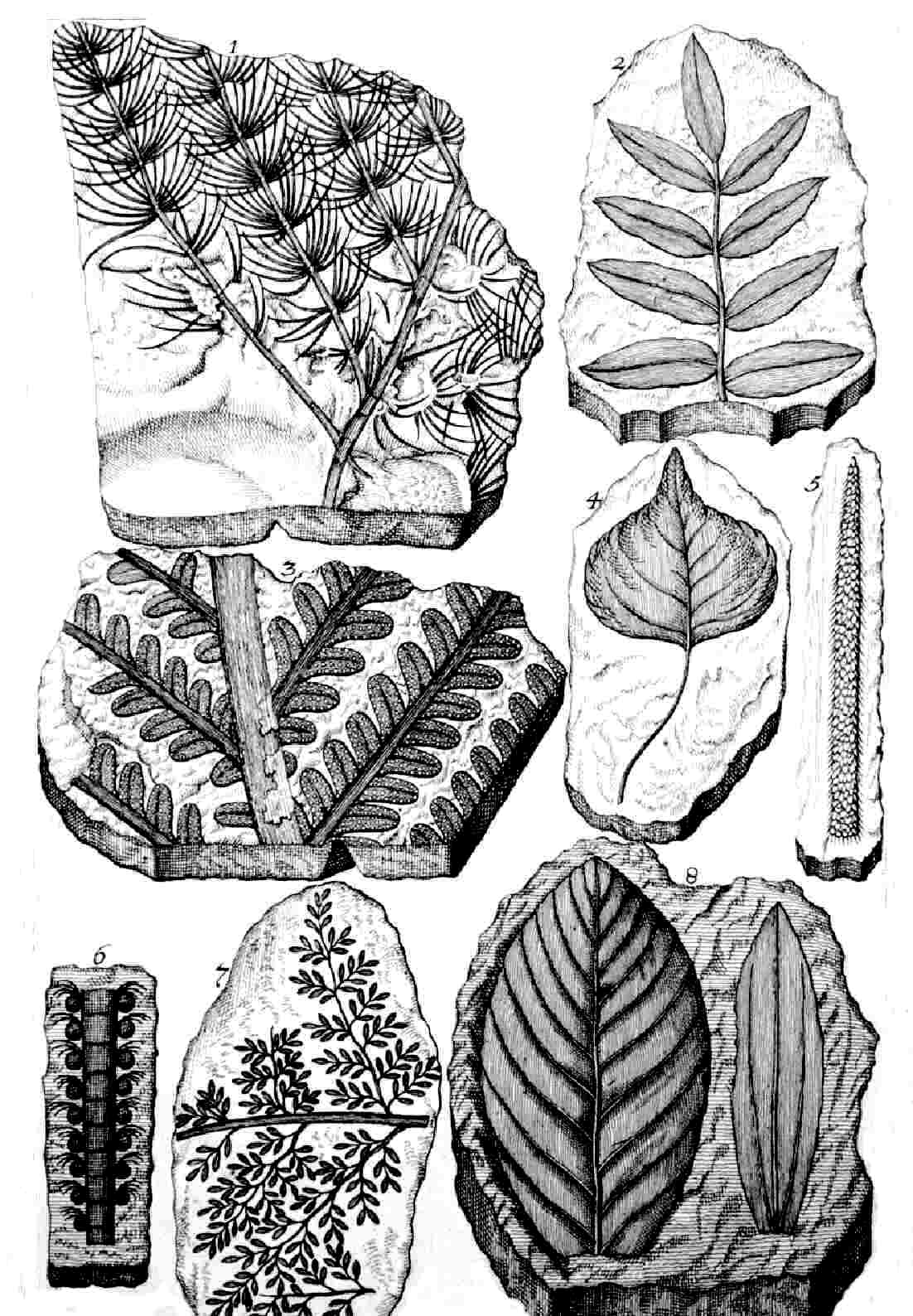
Herbarium diluvianum

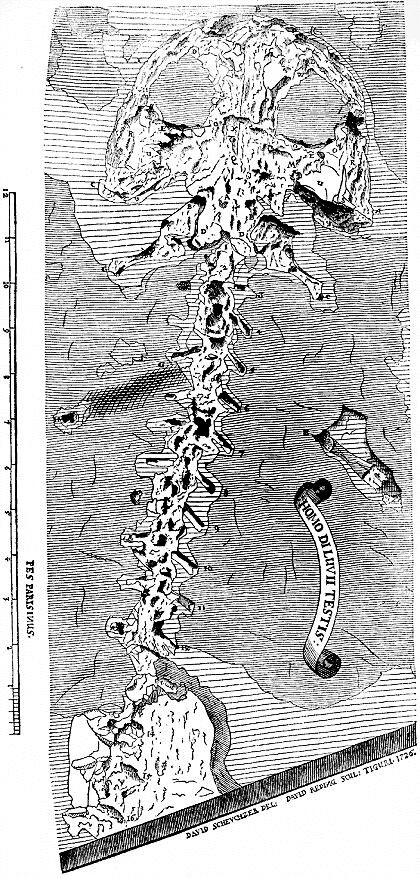
Homo diluvii tenuis Scheuchzera

Johann Jakob Scheuchzer (ur. 1672, zm. 1733) – szwajcarski przyrodnik, prekursor paleobotaniki, kartograf, lekarz, historyk i matematyk.

## Życiorys
Jest autorem pierwszej w dziejach monografii naukowej na temat flory kopalnej (Herbarium diluvianum, 1709), przy czym omówił w tej pracy także amonity prawidłowo interpretując je jako skamieniałości zwierząt. Był dyluwialistą, uważając, że znajdywane w skałach skamieniałości są efektem biblijnego potopu. W związku z tym w 1726 opublikował wyniki swoich badań nad skamieniałym szkieletem kręgowca z miocenu, uznając, że są to resztki człowieka z okresu potopu i nadając im nazwę Homo diluvii testis (łac. człowiek świadek potopu). Była to błędna diagnoza, gdyż później okazało się, iż rzeczona skamieniałość to przedstawiciel wymarłego gatunku dużej salamandry Andrias scheuchzeri, co udowodnił Georges Cuvier.
W 1731 r. wydał Physica sacra (Święta przyroda), czterotomowe dzieło omawiające poszczególne wydarzenia opisane w Biblii wzbogacone licznymi i obszernymi komentarzami będącymi encyklopedycznym omówieniem ówczesnej wiedzy naukowej na temat zwierząt, roślin, sztuki związanych z daną sceną biblijną; przykładowo w sekcji poświęconej pladze żab, autor m.in. charakteryzuje ontogenezę tych płazów. Ilustrowana jest 745 bogatymi w treść i zdobienia ilustracjami miedziorytowymi.
Innym jego dziełem są Piscium querelae et vindiciae (łac. Skargi i usprawiedliwienie ryb) z roku 1708. Zwalczał w nim rozpowszechniony wówczas pogląd o vis plastica (łac. siła plastyczna, inna nazwa virtus formativa) tłumaczący powstawanie skamieniałości jako wynik działania siły kształtującej kamienie w imitacje zwierząt lub roślin.
Jest autorem topograficznej mapy Szwajcarii i historii tego kraju, wydanej w 29 tomach.
Korespondował z astronomką i rysowniczką Marią Clarą Eimmart.
Szwedzki botanik Karol Linneusz upamiętnił go w naukowej nazwie rodzajowej bagnicy Scheuchzeria. 